# Johanna Braun
Pour les articles homonymes, voir Braun.
Johanna Braun, née le 7 mai 1929 à Magdebourg et morte le 24 octobre 2008 à Schwerin, est une écrivaine allemande de science-fiction.

## Biographie
Née le 7 mai à Magdebourg, Johanna Braun est la fille d'un opticien. Après avoir obtenu son diplôme d'études secondaires, elle occupe divers emplois, notamment celui d'ouvrière agricole, de secrétaire, de journaliste et de rédactrice. À partir de 1969, elle vit comme écrivaine indépendante à Magdebourg.

## Œuvre
Johanna Braun et son mari Günter Braun ont écrit une vaste œuvre narrative. Alors que le duo d'auteurs écrivait initialement principalement des livres pour enfants, ils sont ensuite passés à la prose pour adultes, dans laquelle des questions d'actualité telles que l'évolution des relations entre les sexes étaient traitées. La science-fiction est au centre des travaux de Johanna et Günter Braun depuis le milieu des années 1970. Dans les textes de Johanna Braun, on voit comment les détournements utopiques sont découverts et utilisés comme moyen de critique du système. L'ouvrage Der Irrtum des großen Zauberers (L'erreur du grand magicien) par exemple, est une allégorie ironique sur la vie sociale de la RDA. À travers une histoire de science-fiction dans le monde d'un magicien adulé, les Braun critiquent l'Etat totalitaire et le culte de la personnalité, en faisant tout de même passer un message d'espoir : à la fin, la dictature est renversée.
Étant donné que les deux auteurs utilisent souvent le genre artistique pour transmettre un contenu socialement critique et manquent de fidélité à la ligne requise dans la littérature de la RDA, une série de livres des Braun ne peut être publiée en République fédérale que dans les années 1980.
Par ailleurs, ils ont écrit conjointement un reportage radio sur Bismarck en 1976 pour la radio est-allemande.

## Réception
D'après Franz Rottensteiner, les deux auteurs utilisent un langage particulier : 

« Johanna et Gunter Braun... utilisent un langage très précis, un peu décalé et maniéré. La simplicité de ces œuvres est trompeuse : les auteurs parviennent à conter des histoires de manière avisée en faisant preuve d'une prétendue simplicité et en mettant la vérité en lumière. Les Braun n'hésitent pas à avoir des pensées réprobatrices et à soulever des questions qui dérangent. Leur style est féerique, leur intrigue pleine d'événements merveilleux, et tous deux rappellent souvent Johann Paul Friedrich Richter et le romantisme allemand, notamment dans le nom de leurs personnages...Les Braun font sans aucun doute partie des plus grands auteurs de la RDA. »

Karsten Kruschel à propos des deux premiers volumes de Pantamann, souligne la controverse : 

« Comme on pouvait s'y attendre après de sombres expériences avec l'(in)être étatique passé, les satires sont devenues plus acerbes, les tons plus bilieux et les analyses moins amicales... Paskal est l'un de ces observateurs naïfs qui, dans les livres des Braun, observent toujours le monde de manière objective et surprenante. Il ne semble pas se passer grand-chose, mais ce n'est pas l'action qui intéresse les Braun. Dans cette trilogie, ils se sont manifestement donné pour mission de mettre la réalité à nu... En de nombreux petits et grands coups, les Braun se moquent des travers de ce monde d'une manière qui me laisse le rire en travers de la gorge. L'examen du cerveau de Paskal révèle chez un homme des champs surdimensionnés pour les convictions et les opinions, auxquels s'opposent des champs très limités pour la perception et la pensée critique, le centre de l'ego étant trop grand pour cela. Dans un premier temps, les résultats indiquent qu'il s'agit d'un homme des services secrets ; mais il s'agit ensuite d'un zélé religieux - ce qui ne fait pas une grande différence dans la manière de penser, comme le constate Paskal. »

## Prix et récompenses
- 1969 : prix d'art de la région de Magdebourg
- 1969 : prix international de la nouvelle de la ville de Neheim-Hüsten
- 1985 : prix de la fantaisy de la ville de Wetzlar
- 1988 : prix de parrainage du prix de littérature de Marburg
- 1989 : prix allemand de la nouvelle de la ville d'Arnsberg
- 1990 : prix Fantastique Dream Master

## Œuvre
- José Zorillas letzter Stier, Verlag Neues Leben, Berlin 1955 (Das neue Abenteuer (de), numéro 78)
- Einer sagt nein, Verlag Neues Leben, Berlin 1955 (Das neue Abenteuer, numéro 74)
- Tsuko und der Medizinmann, Verlag Neues Leben, Berlin 1956 (Das neue Abenteuer, numéro 96)
- Herren der Pampa, Verlag New Life, Berlin 1957 (Das neue Abenteuer, numéro 124)
- Preußen, Lumpen und Rebellen, Berlin 1957
- Gauner im Vogelhaus, Verlag Neues Leben, Berlin 1958 (Das neue Abenteuer, Numéro 143)
- Gefangene, Berlin 1958
- Krischan und Luise, Berlin 1958
- Kurier für sechs Taler, Verlag Neues Leben, Berlin 1958 (Das neue Abenteuer, numéro 129)
- Menne Kehraus fährt ab, Verlag Neues Leben, Berlin 1959
- Die seltsamen Abenteuer des Brotstudenten Ernst Brav, Berlin 1959
- Eva und der neue Adam, Berlin 1961
- Mädchen im Dreieck, Berlin 1961
- Ein unberechenbares Mädchen, Berlin 1963
- Die Campingbäume von M., Verlag Neues Leben, Berlin 1967
- Ein objektiver Engel, Verlag Neues Leben, Berlin 1967
- Die Nase des Neandertalers, Verlag Neues Leben, Berlin 1969
- Der Irrtum des großen Zauberers, Verlag Neues Leben, Berlin 1972
- Bitterfisch, Verlag Neues Leben, Berlin 1974
- Lieber Kupferstecher Merian, Berlin [u. a.] 1974
- Unheimliche Erscheinungsformen auf Omega XI, Berlin 1974
- Der Fehlfaktor, Berlin 1975
- Fünf Säulen des Eheglücks, Verlag Neues Leben, Berlin 1976
- Conviva Ludibundus, Berlin 1978
- Georg Kaiser. Eine biographische Skizze, Magdebourg 1979
- Kleiner Liebeskochtopf, Berlin 1981
- Der Utofant, Berlin 1981
- Das kugeltranszendentale Vorhaben, Francfort-sur-le-Main 1983
- Der unhandliche Philosoph, Francfort-sur-le-Main 1983
- Die unhörbaren Töne, Francfort-sur-le-Main 1984
- Der x-mal vervielfachte Held, Francfort-sur-le-Main 1985
- Die Geburt des Pantamannes, Berlin 1988
- Die Zeit bin ich, Pascal, Berlin 1989
- Das Ende des Pantamannes, Berlin 1991
- Professor Mittelzwercks Geschöpfe Francfort-sur-le-Main 1991
- Herr A. Morph, Francfort-sur-le-Main [u. a.] 1998